# Campeonato Mundial de Fórmula 1 de 1970
A Temporada de Fórmula 1 de 1970 foi a 21.ª realizada pela FIA. Teve como campeão o austríaco Jochen Rindt, da equipe Lotus-Ford. Rindt é, até os dias atuais, o único campeão póstumo da história da Fórmula 1.
Também foi o ano de estreia de Emerson Fittipaldi, que era companheiro de Rindt na Lotus. O ano também foi marcado pelo acidente fatal do piloto britânico Piers Courage durante o Grande Prêmio da Holanda.

## Pilotos e Construtores
| Campeão      | Vice-campeão | 3º Lugar       |
|              |              |                |
| Jochen Rindt | Jacky Ickx   | Clay Regazzoni |
| Lotus        | Ferrari      | Ferrari        |

| Equipe                                                     | Construtor         | Chassi(s)   | Motor                    | Pneus | Piloto               | Corridas       |
| ---------------------------------------------------------- | ------------------ | ----------- | ------------------------ | ----- | -------------------- | -------------- |
| Tyrrell Racing Organisation                                | Tyrrell-Ford       | 001         | Ford Cosworth DFV 3.0 V8 | D     | Jackie Stewart       | 11–13          |
| Tyrrell Racing Organisation                                | March-Ford         | 701         | Ford Cosworth DFV 3.0 V8 | D     | Jackie Stewart       | 1–10           |
| Tyrrell Racing Organisation                                | March-Ford         | 701         | Ford Cosworth DFV 3.0 V8 | D     | Johnny Servoz-Gavin  | 1–3            |
| Tyrrell Racing Organisation                                | March-Ford         | 701         | Ford Cosworth DFV 3.0 V8 | D     | François Cévert      | 5–13           |
| Equipe Matra Elf                                           | Matra              | MS120       | Matra MS12 3.0 V12       | G     | Jean-Pierre Beltoise | Todas          |
| Equipe Matra Elf                                           | Matra              | MS120       | Matra MS12 3.0 V12       | G     | Henri Pescarolo      | Todas          |
| Bruce McLaren Motor Racing                                 | McLaren-Ford       | M14A M14D   | Ford Cosworth DFV 3.0 V8 | G     | Bruce McLaren        | 1–3            |
| Bruce McLaren Motor Racing                                 | McLaren-Ford       | M14A M14D   | Ford Cosworth DFV 3.0 V8 | G     | Denny Hulme          | 1–3, 6–13      |
| Bruce McLaren Motor Racing                                 | McLaren-Ford       | M14A M14D   | Ford Cosworth DFV 3.0 V8 | G     | Peter Gethin         | 5, 8–13        |
| Bruce McLaren Motor Racing                                 | McLaren-Ford       | M14A M14D   | Ford Cosworth DFV 3.0 V8 | G     | Dan Gurney           | 5–7            |
| Bruce McLaren Motor Racing                                 | McLaren-Alfa Romeo | M7D M14D    | Alfa Romeo T33 3.0 V8    | G     | Andrea de Adamich    | 2–3, 5–12      |
| Bruce McLaren Motor Racing                                 | McLaren-Alfa Romeo | M7D M14D    | Alfa Romeo T33 3.0 V8    | G     | Nanni Galli          | 10             |
| Team Surtees                                               | McLaren-Ford       | M7C M7A     | Ford Cosworth DFV 3.0 V8 | F     | John Surtees         | 1–3, 5         |
| Team Surtees                                               | Surtees-Ford       | TS7         | Ford Cosworth DFV 3.0 V8 | F     | John Surtees         | 7–13           |
| Team Surtees                                               | Surtees-Ford       | TS7         | Ford Cosworth DFV 3.0 V8 | F     | Derek Bell           | 12             |
| STP Corporation                                            | March-Ford         | 701         | Ford Cosworth DFV 3.0 V8 | F     | Mario Andretti       | 1–2, 7–9       |
| Gold Leaf Team Lotus Garvey Team Lotus World Wide Racing   | Lotus-Ford         | 49C 72A 72B | Ford Cosworth DFV 3.0 V8 | F     | Jochen Rindt         | 1–10           |
| Gold Leaf Team Lotus Garvey Team Lotus World Wide Racing   | Lotus-Ford         | 49C 72A 72B | Ford Cosworth DFV 3.0 V8 | F     | John Miles           | 1–10           |
| Gold Leaf Team Lotus Garvey Team Lotus World Wide Racing   | Lotus-Ford         | 49C 72A 72B | Ford Cosworth DFV 3.0 V8 | F     | Alex Soler-Roig      | 2, 4, 6        |
| Gold Leaf Team Lotus Garvey Team Lotus World Wide Racing   | Lotus-Ford         | 49C 72A 72B | Ford Cosworth DFV 3.0 V8 | F     | Emerson Fittipaldi   | 7–10, 12–13    |
| Gold Leaf Team Lotus Garvey Team Lotus World Wide Racing   | Lotus-Ford         | 49C 72A 72B | Ford Cosworth DFV 3.0 V8 | F     | Reine Wisell         | 12–13          |
| Rob Walker Racing Team Brooke Bond Oxo Racing – Rob Walker | Lotus-Ford         | 49C 72C     | Ford Cosworth DFV 3.0 V8 | F     | Graham Hill          | 1–8, 10–13     |
| Motor Racing Developments Ltd. Auto Motor und Sport        | Brabham-Ford       | BT33        | Ford Cosworth DFV 3.0 V8 | G     | Jack Brabham         | Todas          |
| Motor Racing Developments Ltd. Auto Motor und Sport        | Brabham-Ford       | BT33        | Ford Cosworth DFV 3.0 V8 | G     | Rolf Stommelen       | Todas          |
| March Engineering                                          | March-Ford         | 701         | Ford Cosworth DFV 3.0 V8 | F     | Chris Amon           | Todas          |
| March Engineering                                          | March-Ford         | 701         | Ford Cosworth DFV 3.0 V8 | F     | Jo Siffert           | Todas          |
| Scuderia Ferrari SpA SEFAC                                 | Ferrari            | 312B        | Ferrari 001 3.0 F12      | F     | Jacky Ickx           | Todas          |
| Scuderia Ferrari SpA SEFAC                                 | Ferrari            | 312B        | Ferrari 001 3.0 F12      | F     | Ignazio Giunti       | 4, 6, 9–10     |
| Scuderia Ferrari SpA SEFAC                                 | Ferrari            | 312B        | Ferrari 001 3.0 F12      | F     | Clay Regazzoni       | 5, 7–13        |
| Owen Racing Organisation Yardley Team BRM                  | BRM                | P153 P139   | BRM P142 3.0 V12         | D     | Jackie Oliver        | Todas          |
| Owen Racing Organisation Yardley Team BRM                  | BRM                | P153 P139   | BRM P142 3.0 V12         | D     | Pedro Rodríguez      | Todas          |
| Owen Racing Organisation Yardley Team BRM                  | BRM                | P153 P139   | BRM P142 3.0 V12         | D     | George Eaton         | 1–3, 5–7, 9–12 |
| Owen Racing Organisation Yardley Team BRM                  | BRM                | P153 P139   | BRM P142 3.0 V12         | D     | Peter Westbury       | 12             |
| Frank Williams Racing Cars                                 | De Tomaso-Ford     | 505         | Ford Cosworth DFV 3.0 V8 | D     | Piers Courage        | 1–5            |
| Frank Williams Racing Cars                                 | De Tomaso-Ford     | 505         | Ford Cosworth DFV 3.0 V8 | D     | Brian Redman         | 7–8            |
| Frank Williams Racing Cars                                 | De Tomaso-Ford     | 505         | Ford Cosworth DFV 3.0 V8 | D     | Tim Schenken         | 9–12           |
| Team Gunston                                               | Lotus-Ford         | 49          | Ford Cosworth DFV 3.0 V8 | D     | John Love            | 1              |
| Team Gunston                                               | Brabham-Ford       | BT26A       | Ford Cosworth DFV 3.0 V8 | G     | Peter de Klerk       | 1              |
| Scuderia Scribante                                         | Lotus-Ford         | 49C         | Ford Cosworth DFV 3.0 V8 | F     | Dave Charlton        | 1              |
| Antique Automobiles Racing Team Colin Crabbe Racing        | March-Ford         | 701         | Ford Cosworth DFV 3.0 V8 | G     | Ronnie Peterson      | 3–8, 10–12     |
| Tom Wheatcroft Racing                                      | Brabham-Ford       | BT26A       | Ford Cosworth DFV 3.0 V8 | G     | Derek Bell           | 4              |
| Silvio Moser Racing Team                                   | Bellasi-Ford       | F1 70       | Ford Cosworth DFV 3.0 V8 | G     | Silvio Moser         | 5–6, 8–10      |
| Pete Lovely Volkswagen Inc.                                | Lotus-Ford         | 49B         | Ford Cosworth DFV 3.0 V8 | F     | Pete Lovely          | 5–7, 12        |
| Hubert Hahne                                               | March-Ford         | 701         | Ford Cosworth DFV 3.0 V8 | F     | Hubert Hahne         | 8              |
| Ecurie Bonnier                                             | McLaren-Ford       | M7C         | Ford Cosworth DFV 3.0 V8 | G     | Joakim Bonnier       | 10, 12         |
| Gus Hutchison                                              | Brabham-Ford       | BT26A       | Ford Cosworth DFV 3.0 V8 | G     | Gus Hutchison        | 12             |

## Resultados

### Grandes Prêmios
| Prova | Grande Prêmio       | Data           | Local              | Vencedor           | Construtor   | Resumo   |
| ----- | ------------------- | -------------- | ------------------ | ------------------ | ------------ | -------- |
| 1     | GP da África do Sul | 8 de março     | Kyalami            | Jack Brabham       | Brabham-Ford | Detalhes |
| 2     | GP da Espanha       | 19 de abril    | Jarama             | Jackie Stewart     | March-Ford   | Detalhes |
| 3     | GP de Mônaco        | 10 de maio     | Monte Carlo        | Jochen Rindt       | Lotus-Ford   | Detalhes |
| 4     | GP da Bélgica       | 7 de junho     | Spa-Francorchamps  | Pedro Rodríguez    | BRM          | Detalhes |
| 5     | GP da Holanda       | 21 de junho    | Zandvoort          | Jochen Rindt       | Lotus-Ford   | Detalhes |
| 6     | GP da França        | 5 de julho     | Charade            | Jochen Rindt       | Lotus-Ford   | Detalhes |
| 7     | GP da Inglaterra    | 18 de julho    | Brands Hatch       | Jochen Rindt       | Lotus-Ford   | Detalhes |
| 8     | GP da Alemanha      | 2 de agosto    | Hockenheim         | Jochen Rindt       | Lotus-Ford   | Detalhes |
| 9     | GP da Áustria       | 16 de agosto   | Österreichring     | Jacky Ickx         | Ferrari      | Detalhes |
| 10    | GP da Itália        | 6 de setembro  | Monza              | Clay Regazzoni     | Ferrari      | Detalhes |
| 11    | GP do Canadá        | 20 de setembro | Mont-Tremblant     | Jacky Ickx         | Ferrari      | Detalhes |
| 12    | GP dos EUA          | 4 de outubro   | Watkins Glen       | Emerson Fittipaldi | Lotus-Ford   | Detalhes |
| 13    | GP do México        | 25 de outubro  | Hermanos Rodriguez | Jacky Ickx         | Ferrari      | Detalhes |

### Pilotos
| Pos. | Piloto               | RSA | ESP | MON | BEL | NED | FRA | GBR | GER | AUT | ITA | CAN | USA | MEX | Pts. |
| ---- | -------------------- | --- | --- | --- | --- | --- | --- | --- | --- | --- | --- | --- | --- | --- | ---- |
| 1    | Jochen Rindt         | 13  | Ret | 1   | Ret | 1   | 1   | 1   | 1   | Ret | DNS |     |     |     | 45   |
| 2    | Jacky Ickx           | Ret | Ret | Ret | 8   | 3   | Ret | Ret | 2   | 1   | Ret | 1   | 4   | 1   | 40   |
| 3    | Clay Regazzoni       |     |     |     |     | 4   |     | 4   | Ret | 2   | 1   | 2   | 13  | 2   | 33   |
| 4    | Denny Hulme          | 2   | Ret | 4   |     |     | 4   | 3   | 3   | Ret | 4   | Ret | 7   | 3   | 27   |
| 5    | Jackie Stewart       | 3   | 1   | Ret | Ret | 2   | 9   | Ret | Ret | Ret | 2   | Ret | Ret | Ret | 25   |
| 6    | Jack Brabham         | 1   | Ret | 2   | Ret | 11  | 3   | 2   | Ret | 13  | Ret | Ret | 10  | Ret | 25   |
| 7    | Pedro Rodríguez      | 9   | WD  | 6   | 1   | 10  | Ret | Ret | Ret | 4   | Ret | 4   | 2   | 6   | 23   |
| 8    | Chris Amon           | Ret | Ret | Ret | 2   | Ret | 2   | 5   | Ret | 8   | 7   | 3   | 5   | 4   | 23   |
| 9    | Jean-Pierre Beltoise | 4   | Ret | Ret | 3   | 5   | 13  | Ret | Ret | 6   | 3   | 8   | Ret | 5   | 16   |
| 10   | Emerson Fittipaldi   |     |     |     |     |     |     | 8   | 4   | 15  | WD  |     | 1   | Ret | 12   |
| 11   | Rolf Stommelen       | Ret | Ret | DNQ | 5   | DNQ | 7   |     | 5   | 3   | 5   | Ret | 12  | Ret | 10   |
| 12   | Henri Pescarolo      | 7   | Ret | 3   | 6   | 8   | 5   | Ret | 6   | 14  | Ret | 7   | 8   | 9   | 8    |
| 13   | Graham Hill          | 6   | 4   | 5   | Ret | NC  | 10  | 6   | Ret |     | WD  | NC  | Ret | Ret | 7    |
| 14   | Bruce McLaren        | Ret | 2   | Ret |     |     |     |     |     |     |     |     |     |     | 6    |
| 15   | Reine Wisell         |     |     |     |     |     |     |     |     |     |     |     | 3   | NC  | 4    |
| 16   | Mario Andretti       | Ret | 3   |     |     |     |     | Ret | Ret | Ret |     |     |     |     | 4    |
| 17   | Ignazio Giunti       |     |     |     | 4   |     | 14  |     |     | 7   | Ret |     |     |     | 3    |
| 18   | John Surtees         | Ret | Ret | Ret |     | 6   |     | Ret | 9   | Ret | Ret | 5   | Ret | 8   | 3    |
| 19   | John Miles           | 5   | DNQ | DNQ | Ret | 7   | 8   | Ret | Ret | Ret | WD  |     |     |     | 2    |
| 20   | Jackie Oliver        | Ret | Ret | Ret | Ret | Ret | Ret | Ret | Ret | 5   | Ret | NC  | Ret | 7   | 2    |
| 21   | Johnny Servoz-Gavin  | Ret | 5   | DNQ |     |     |     |     |     |     |     |     |     |     | 2    |
| 22   | François Cevert      |     |     |     |     | Ret | 11  | 7   | 7   | Ret | 6   | 9   | Ret | Ret | 1    |
| 23   | Peter Gethin         |     |     |     |     | Ret |     |     | Ret | 10  | NC  | 6   | 14  | Ret | 1    |
| 24   | Dan Gurney           |     |     |     |     | Ret | 6   | Ret |     |     |     |     |     |     | 1    |
| 25   | Derek Bell           |     |     |     | Ret |     |     |     |     |     |     |     | 6   |     | 1    |
| 26   | Jo Siffert           | 10  | DNQ | 8   | 7   | Ret | Ret | Ret | 8   | 9   | Ret | Ret | 9   | Ret | 0    |
| 27   | Ronnie Peterson      |     |     | 7   | NC  | 9   | Ret | 9   | Ret |     | Ret | NC  | 11  |     | 0    |
| 28   | Andrea de Adamich    |     | DNQ | DNQ |     | DNQ | NC  | Ret | DNQ | 12  | 8   | Ret | DNQ |     | 0    |
| 29   | John Love            | 8   |     |     |     |     |     |     |     |     |     |     |     |     | 0    |
| 30   | George Eaton         | Ret | DNQ | DNQ |     | Ret | 12  | Ret |     | 11  | Ret | 10  | Ret |     | 0    |
| 31   | Peter de Klerk       | 11  |     |     |     |     |     |     |     |     |     |     |     |     | 0    |
| 32   | Dave Charlton        | 12  |     |     |     |     |     |     |     |     |     |     |     |     | 0    |
| —    | Piers Courage        | Ret | DNS | NC  | Ret | Ret |     |     |     |     |     |     |     |     | 0    |
| —    | Tim Schenken         |     |     |     |     |     |     |     |     | Ret | Ret | NC  | Ret |     | 0    |
| —    | Pete Lovely          |     |     |     |     | DNQ | DNQ | NC  |     |     |     |     | DNQ |     | 0    |
| —    | Silvio Moser         |     |     |     |     | DNQ | DNQ |     | DNQ | Ret | DNQ |     |     |     | 0    |
| —    | Jo Bonnier           |     |     |     |     |     |     |     |     |     | DNQ |     | Ret |     | 0    |
| —    | Gus Hutchison        |     |     |     |     |     |     |     |     |     |     |     | Ret |     | 0    |
| —    | Alex Soler-Roig      |     | DNQ |     |     |     | DNQ |     |     |     |     |     |     |     | 0    |
| —    | Brian Redman         |     |     |     |     |     |     |     | DNQ |     |     |     |     |     | 0    |
| —    | Hubert Hahne         |     |     |     |     |     |     |     | DNQ |     |     |     |     |     | 0    |
| —    | Nanni Galli          |     |     |     |     |     |     |     |     |     | DNQ |     |     |     | 0    |
| —    | Peter Westbury       |     |     |     |     |     |     |     |     |     |     |     | DNQ |     | 0    |
| Pos. | Piloto               | RSA | ESP | MON | BEL | NED | FRA | GBR | GER | AUT | ITA | CAN | USA | MEX | Pts  |

| Cor        | Resultado             |
| ---------- | --------------------- |
| Ouro       | Vencedor              |
| Prata      | 2.º lugar             |
| Bronze     | 3.º lugar             |
| Verde      | Terminou, nos pontos  |
| Azul       | Terminou, sem pontos  |
| Púrpura    | Ret – Retirou-se      |
| Vermelho   | NQ – Não qualificado  |
| Preto      | DSQ – Desqualificado  |
| Branco     | NL – Não largou       |
| Branco     | C – Corrida cancelada |
| Azul claro | AT – Apenas Treino    |
| Sem cor    | NP – Não participou   |
| Sem cor    | Les – Lesionado       |
| Sem cor    | EX – Excluído         |

- Em negrito indica pole position e em itálico indica volta mais rápida.

### Construtores
| Pos | Construtor         | Chassis        | Motor                            | Pneu  | Pontos  | Vitórias | Pódios | Poles |
| --- | ------------------ | -------------- | -------------------------------- | ----- | ------- | -------- | ------ | ----- |
| 1   | Lotus-Ford         | 49C 72 72B 72C | Ford Cosworth DFV                | F D   | 59      | 6        | 7      | 3     |
| 2   | Ferrari            | 312B           | Ferrari 001 3.0 F12              | F     | 52 (55) | 4        | 9      | 5     |
| 3   | March-Ford         | 701            | Ford Cosworth DFV                | D F G | 48      | 1        | 8      | 3     |
| 4   | Brabham-Ford       | BT33           | Ford Cosworth DFV                | G     | 35      | 1        | 5      | 1     |
| 5   | McLaren-Ford       | M14A           | Ford Cosworth DFV                | G     | 35      |          | 5      |       |
| 6   | Matra              | MS120          | Matra MS12 3.0 V8                | G     | 23      |          | 3      |       |
| 7   | BRM                | P139 P153      | BRM P142 3.0 V8 BRM P142 3.0 V12 | D     | 23      | 1        | 2      |       |
| 8   | Surtees-Ford       | TS7            | Ford Cosworth DFV                | F     | 3       |          |        |       |
| 9   | McLaren-Alfa Romeo | M7D M14D       | Alfa Romeo T33                   | F G   |         |          |        |       |
| 10  | Tyrrell-Ford       | 001            | Ford Cosworth DFV                | D     |         |          |        | 1     |
| 11  | Bellasi-Ford       | F1             | Ford Cosworth DFV                | G     |         |          |        |       |
| 12  | De Tomaso-Ford     | 505/38         | Ford Cosworth DFV                | D     |         |          |        |       |